# Syndroom van Li-Fraumeni
Het syndroom van Li-Fraumeni is een zeldzame autosomaal dominant erfelijke aandoening. Het is vernoemd naar Frederick Pei Li en Joseph F. Fraumeni jr., de Amerikaanse artsen die voor het eerst het syndroom herkenden en beschreven. Het syndroom van Li-Fraumeni verhoogt de gevoeligheid voor kanker. Het syndroom is gekoppeld aan de mutaties van het p53-tumorsuppressorgen, dat normaal helpt de celgroei te controleren (er is slechts één functionele kopie van het p53 gen). Mutaties kunnen worden overgeërfd of kunnen de novo ontstaan in het begin van de embryogenese of in een van de geslachtscellen van de oudercellen.
Personen met LFS hebben een verhoogd risico op een breed scala aan soorten kanker, met in het bijzonder een verhoogde kans op borstkanker, hersentumoren, acute leukemie, wekedelensarcomen, botsarcomen en bijnierschorskanker.